# Porcellionides swammerdami
Porcellionides swammerdami is een pissebed uit de familie Porcellionidae. De wetenschappelijke naam van de soort is voor het eerst geldig gepubliceerd in 1827 door Audouin.